# Surinam
Surinam (de asemenea scris și Suriname), oficial Republica Suriname (în neerlandeză Republiek Suriname, pronunție în neerlandeză [ˌrepyˈbliːk ˌsyriˈnaːmə]), este o țară situată în partea de nord nord-est a Americii de Sud, cu largă ieșire la Oceanul Atlantic. A fost cunoscută anterior sub numele de Guyana olandeză pentru că a fost pentru mult timp o colonie a Olandei.
Geografic, se găsește în partea de nord-est a Americii de Sud între Guyana franceză la est și Guyana (cunoscută anterior ca Guyana britanică) la vest. La sud, Surinam se învecinează cu Brazilia, iar la nord cu Oceanul Atlantic. Granițele extrem sudice cu celelalte două "Guyane" sunt disputate de-a lungul râurilor Corantyne și Maroni. Țara este cel mai mic stat suveran, atât în raport cu populația cât și în raport cu suprafața din America de Sud.
Situată puțin la nord de ecuator, Surinam este o țară tropicală dominată de păduri tropicale. Acoperirea sa extinsă cu copaci este vitală pentru eforturile țării de a atenua schimbările climatice și de a menține reducerea dioxidului de carbon. O țară în curs de dezvoltare cu un nivel relativ ridicat de dezvoltare umană, economia Surinamului este puternic dependentă de resursele sale naturale abundente, și anume bauxita, aurul, petrolul și produsele agricole.
Surinamul a fost locuit încă din mileniul IV î.Hr. de diferite popoare indigene, incluzând popoarele arawak, kali'na și wayana. Europenii au sosit în secolul al XVI-lea, neerlandezii stabilind controlul asupra unei mari părți a teritoriului actual al țării până la sfârșitul secolului al XVII-lea. În timpul perioadei coloniale olandeze, Surinam a fost o sursă profitabilă de zahăr, economia de plantație fiind realizată prin munca sclavilor africani și, după abolirea sclaviei în 1863, de servitori contractați din Asia. În 1954, Surinam a devenit una dintre țările constitutive ale Regatului Țărilor de Jos. La 25 noiembrie 1975, a părăsit regatul pentru a deveni un stat independent, dar continuă să mențină legături economice, diplomatice și culturale strânse cu acesta.
Surinam este considerată o țară caraibiană din punct de vedere cultural și este membră a Comunității Caraibelor (CARICOM). Este singura națiune suverană din afara Europei în care neerlandeza este limba oficială și predominantă a guvernului, a mediului de afaceri, a mass-media și în educație. Conform cercetărilor efectuate de Uniunea Limbii Olandeze, olandeza este limba maternă a 60% din surinamezi. Sranan Tongo, o limbă creolă bazată pe engleză, este o lingua franca utilizată pe scară largă.

## Etimologie
Numele Surinam poate deriva de la un popor indigen numit Surinen, care locuia în zonă în momentul contactului cu europenii. Sufixul -ame, obișnuit în numele râului și alte denumiri ale locului din Surinam, poate proveni de la aima sau eima, adică gură de râu sau pârâu, în Lokono, o limbă arawak vorbită în țară.
Cele mai timpurii surse europene dau variante de „Surinam” ca denumire a râului pe care s-au întemeiat în cele din urmă coloniile. Lawrence Kemys a scris în Relatare despre a doua călătorie în Guyana despre trecerea unui râu numit „Shurinama” în timp ce călătorea de-a lungul coastei. În 1598, o flotă de trei nave olandeze care vizita coasta sălbatică menționează trecerea râului „Surinamo”. În 1617, un notar olandez a scris numele râului pe care a existat un post comercial olandez cu trei ani mai devreme ca „Surrenant”.
Coloniștii britanici, care în 1630 au fondat prima colonie europeană la Marshall's Creek de-a lungul râului Suriname, au scris numele „Surinam”; aceasta a rămas mult timp ortografia standard în engleză. Navigatorul olandez David Pietersz. de Vries a scris despre călătoria în susul râului „Sername” în 1634, până când a întâlnit acolo colonia engleză; vocala terminală a rămas în viitoarele ortografii și pronunții neerlandeze. În 1640, un manuscris spaniol intitulat „Descrierea generală a tuturor dominațiilor Majestății Sale din America” a numit râul „Soronama”. În 1653, instrucțiunile date unei flote britanice care naviga pentru a-l întâlni pe Lordul Willoughby în Barbados, care la acea vreme era sediul guvernului colonial englez în regiune, au scris din nou numele coloniei „Surinam”. O carte regală din 1663 spunea că regiunea din jurul râului era „numită Serrinam și Surrinam”.
Ca urmare a ortografiei „Surrinam”, sursele britanice din secolul al XIX-lea au oferit etimologia populară „Surryham”, spunând că acesta era numele dat râului Surinam de către Lordul Willoughby în anii 1660 în onoarea ducelui de Norfolk și a contelui de Surrey, când a fost înființată o colonie engleză în baza unei subvenții din partea regelui Carol al II-lea. Această etimologie populară poate fi găsită repetată în sursele ulterioare în limba engleză.
Când teritoriul a fost preluat de neerlandezi, a devenit parte dintr-un grup de colonii cunoscut sub numele de Guyana Neerlandeză. Ortografia oficială a numelui englezesc al țării a fost schimbată din „Surinam” în „Suriname” în ianuarie 1978, dar „Surinam” poate fi încă găsit în engleză, cum ar fi la compania aeriană națională Surinam Airways.

## Istorie
Așezările indigene din Surinam datează din anul 3.000 î.Hr. Cele mai mari triburi au fost arawak, un trib nomad de pe coastă care trăia din vânătoare și pescuit. Ei au fost primii locuitori din zonă. Caribii s-au stabilit și ei în zonă și i-au cucerit pe arawak folosind navele lor superioare cu vele. S-au stabilit în Galibi (Kupali Yumï, adică „copacul strămoșilor”) la gura râului Marowijne. În timp ce triburile mai mari arawak și carib trăiau de-a lungul coastei și a savanei, grupuri mai mici de indigeni trăiau în pădurea tropicală interioară, cum ar fi akurio, trió, warrau și wayana.

### Perioada colonială

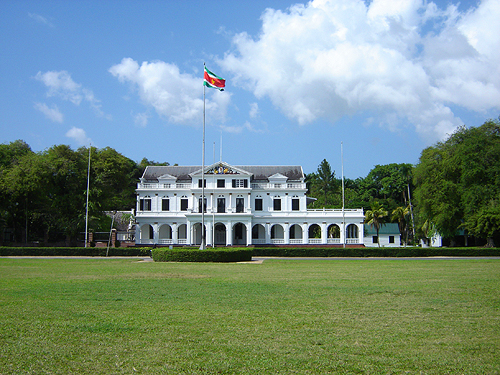
Palatul prezidențial din Surinam

Începând cu secolul al XVI-lea, exploratorii francezi, spanioli și englezi au vizitat zona. Un secol mai târziu, coloniștii olandezi și englezi au stabilit colonii de plantații de-a lungul numeroaselor râuri din câmpiile fertile din Guyana. Cea mai veche colonie documentată din Guyana a fost o așezare engleză numită Marshall's Creek de-a lungul râului Surinam. După aceea, a existat o altă colonie engleză de scurtă durată, numită Surinam, care a durat între 1650 și 1667.
Între olandezi și englezi au apărut dispute pentru controlul acestui teritoriu. În 1667, în timpul negocierilor care au condus la Tratatul de la Breda după cel de-al doilea război anglo-neerlandez, neerlandezii au decis să păstreze colonia de plantații în curs de dezvoltare din Surinam pe care o câștigaseră de la englezi. În schimb, englezii au păstrat New Amsterdam, principalul oraș al fostei colonii New Netherland din America de Nord, pe coasta Atlanticului mijlociu. Britanicii l-au redenumit după Ducele de York: New York City.
În 1683, Societatea Surinamului a fost fondată de orașul Amsterdam, familia Van Aerssen van Sommelsdijck și Compania Neerlandeză a Indiilor de Vest. Societatea a fost încredințată să gestioneze și să apere colonia. Plantatorii coloniei s-au bazat foarte mult pe sclavii africani pentru a cultiva, recolta și procesa culturile de cafea, cacao, trestie de zahăr și plantații de bumbac de-a lungul râurilor. Tratamentul plantatorilor față de sclavi a fost notoriu de brutal chiar și după standardele vremii — istoricul C. R. Boxer a scris că „neumania omului față de om aproape a atins limitele în Surinam” — și mulți sclavi au scăpat din plantații. În noiembrie 1795, Societatea a fost naționalizată de Republica Batavă și de atunci încolo Republica Batavă și succesorii săi legali (Regatul Olandei și Regatul Țărilor de Jos) au guvernat teritoriul ca o colonie națională, cu excepția unei perioade de ocupație britanică între 1799 și 1802 și între 1804 și 1816.
Cu ajutorul sud-americanilor indigeni care trăiesc în pădurile tropicale învecinate, acești sclavi fugari au stabilit o cultură nouă și unică în interior, care a avut un mare succes în sine. Erau cunoscuți colectiv în engleză ca Maroonii, în franceză ca Nèg'Marrons (însemnând literal „negri maro”, adică „negri cu pielea palidă”) și în olandeză ca Marrons. Maroonii au dezvoltat treptat mai multe triburi independente printr-un proces de etnogeneză, deoarece erau formați din sclavi din diferite etnii africane. Aceste triburi includ saramaka, paramaka, ndyuka sau aukan, kwinti, aluku sau boni și matawai.
Maroonii au atacat adesea plantațiile pentru a recruta noi membri dintre sclavi și a captura femei, precum și pentru a achiziționa arme, alimente și provizii. Uneori au ucis plantatori și familiile lor în raiduri; coloniștii și-au construit apărări, care au fost suficient de semnificative încât să fie afișate pe hărțile din secolul al XVIII-lea.
De asemenea, coloniștii au organizat campanii armate împotriva maroonilor, care, în general, scăpau prin pădurea tropicală, pe care o cunoșteau mult mai bine decât coloniștii. Pentru a pune capăt ostilităților, în secolul al XVIII-lea autoritățile coloniale europene au semnat mai multe tratate de pace cu diferite triburi. Ei au acordat maroonilor statutul de suveran și drepturi comerciale în teritoriile lor interioare, dându-le autonomie.

### Abolirea sclaviei
Din 1861 până în 1863, cu războiul civil american în desfășurare și sclavi scăpați de pe teritoriul nordic controlat de Uniune, președintele Statelor Unite ale Americii Abraham Lincoln și administrația sa au căutat în străinătate locuri pentru a relocaliza oamenii care au fost eliberați din sclavie și care doreau să părăsească Statele Unite. A deschis negocieri cu guvernul olandez cu privire la emigrarea afro-americană și colonizarea coloniei olandeze din Surinam. Ideea nu a fost concretizată și a fost abandonată după 1864.
Țările de Jos au abolit sclavia în Surinam în 1863, printr-un proces treptat care a impus ca oamenii înrobiți să lucreze în plantații timp de 10 ani de tranziție pentru un salariu minim, care era considerat o compensație parțială pentru stăpânii lor. După expirarea acelei perioade de tranziție în 1873, cei mai mulți oameni eliberați au abandonat în mare parte plantațiile în care lucraseră timp de câteva generații în favoarea capitalei, Paramaribo. Unii dintre ei au reușit să achiziționeze plantațiile la care au lucrat, mai ales în districtele Para și Coronie. Descendenții lor trăiesc și astăzi pe aceste terenuri. Mai mulți proprietari de plantații nu le-au plătit foștilor lor muncitori aserviți plata pe care le-au datorat-o pentru cei zece ani de după 1863. Ei au plătit muncitorilor cu drepturile de proprietate a terenului plantației pentru a scăpa de datoria lor față de muncitori.

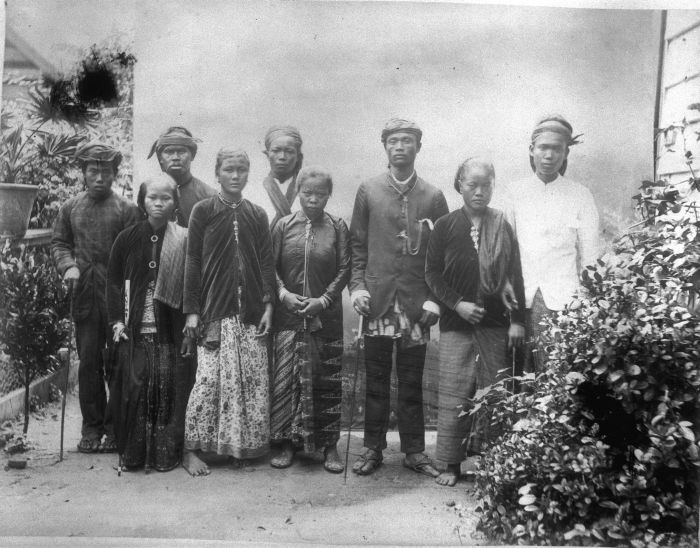
Imigranți javanezi aduși ca lucrători contractuali din Indiile de Est Olandeze. Poza a fost făcută între 1880 și 1900.

Ca o colonie de plantații, Surinam a avut o economie dependentă de culturile de mărfuri cu forță de muncă intensivă. Pentru a compensa lipsa de forță de muncă, olandezii au recrutat și transportat lucrători contractuali sau prin contract din Indiile de Est Neerlandeze (Indonezia modernă) și India (aceasta din urmă printr-un aranjament cu britanicii, care stăpâneau zona pe atunci). În plus, la sfârșitul secolului al XIX-lea și începutul secolului al XX-lea, un număr mic de muncitori, în mare parte bărbați, au fost recrutați din China și Orientul Mijlociu.
Deși populația Surinamului rămâne relativ mică, din cauza acestei colonizări și exploatări complexe, este una dintre cele mai diverse țări din lume din punct de vedere etnic și cultural.

### Decolonizarea
În timpul celui de-al Doilea Război Mondial, la 23 noiembrie 1941, în baza unui acord cu guvernul olandez în exil, Statele Unite au trimis 2.000 de soldați în Surinam pentru a proteja minele de bauxită pentru a sprijini efortul de război al Aliaților. În 1942, guvernul olandez aflat în exil a început să revizuiască relațiile dintre Țările de Jos și coloniile sale în ceea ce privește perioada postbelică.
În 1954, Surinam a devenit una dintre țările constitutive ale Regatului Țărilor de Jos, împreună cu Antilele Neerlandeze și Țările de Jos. În această construcție, Țările de Jos și-au păstrat controlul asupra apărării și afacerilor externe. În 1974, guvernul local, condus de Partidul Național al Surinamului (PNS) (ai cărui membri erau în mare parte creoli, adică etnici africani sau mixt afro-europeni) a început negocierile cu guvernul olandez care să ducă la independența deplină, ce a fost acordată la 25 noiembrie. 1975. O mare parte a economiei Surinamului în primul deceniu după independență a fost alimentată de ajutorul extern oferit de guvernul olandez.

### Independența

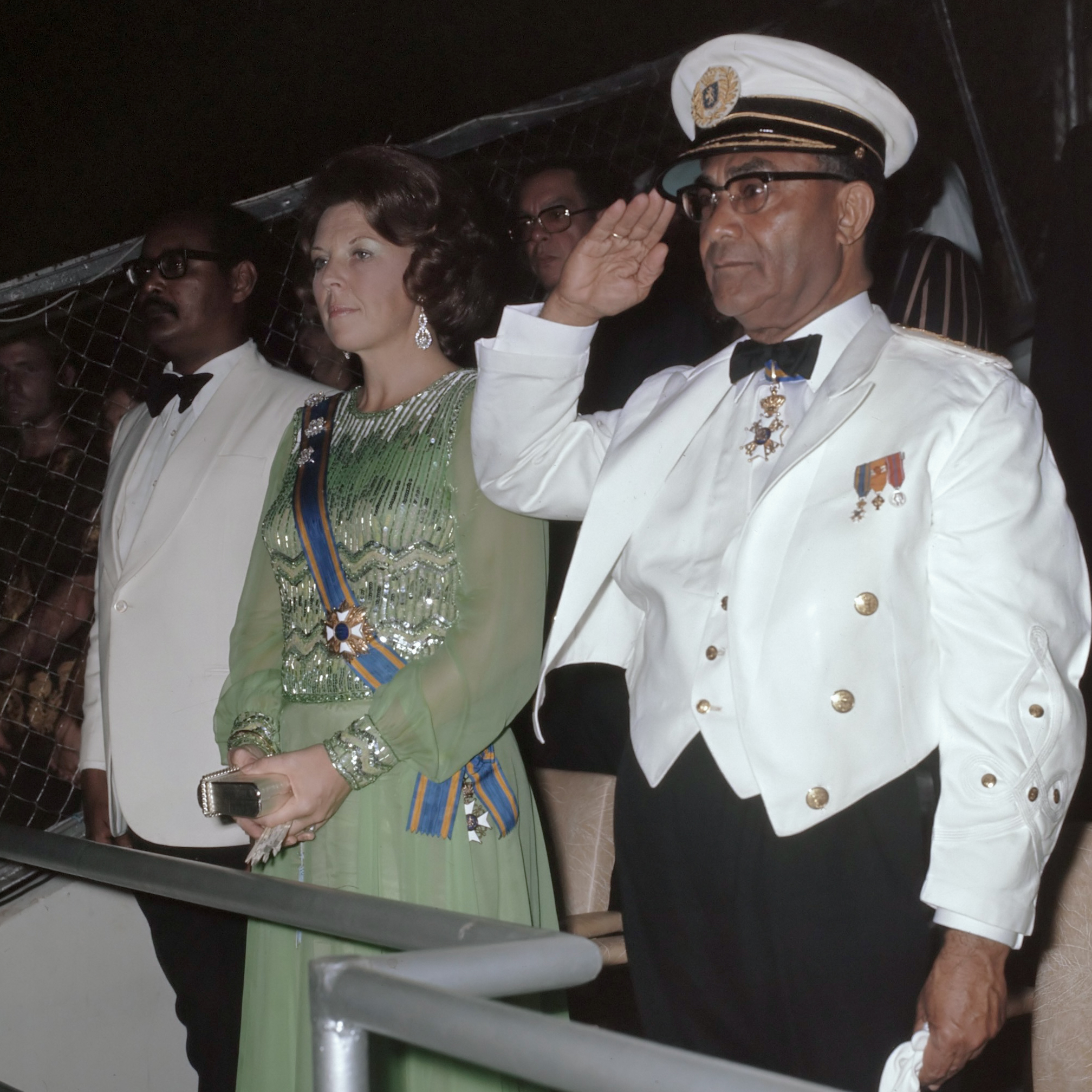
Henck Arron, Beatrix și Johan Ferrier la 25 noiembrie 1975

Primul președinte al țării a fost Johan Ferrier, fostul guvernator, cu Henck Arron (șeful de atunci al PNS) ca prim-ministru. În anii care au precedat independența, aproape o treime din populația Surinamului a emigrat în Țările de Jos, pe fondul îngrijorării că noua țară va merge mai rău sub independență decât a fost ca țară constitutivă a Regatului Țărilor de Jos. Politica Surinameză a degenerat în polarizare etnică și corupție la scurt timp după independență, PNS folosind banii primiți ca ajutor din partea neerlandezilor în scopuri partizane. Liderii săi au fost acuzați de fraudă la alegerile din 1977, în care Arron a câștigat un nou mandat, iar nemulțumirea a fost atât de mare încât o mare parte a populației a fugit în Țările de Jos, alăturându-se comunității deja semnificative surinameze de acolo.

### Lovitura de stat din 1980
La 25 februarie 1980, o lovitură de stat militară a răsturnat guvernul lui Arron. A fost inițiată de un grup de 16 sergenți, condus de Dési Bouterse. Oponenții regimului militar au încercat contra-lovituri de stat în aprilie 1980, august 1980, 15 martie 1981 și din nou la 12 martie 1982. Prima contra-tentativă a fost condusă de Fred Ormskerk, a doua de marxisti-leniniști, a treia de Wilfred Hawker, iar a patra de Surendre Rambocus.
Hawker a scăpat din închisoare în timpul celei de-a patra tentative de lovitură de stat, dar a fost capturat și executat sumar. Între orele 2 și 5 dimineața, pe 7 decembrie 1982, armata, sub conducerea lui Dési Bouterse, a adunat 13 cetățeni marcanți care criticaseră dictatura militară și i-au ținut la Fort Zeelandia din Paramaribo. Dictatura i-a executat pe toți acești oameni în următoarele trei zile, alături de Rambocus și Jiwansingh Sheombar (care a fost implicat și în a patra tentativă de contra-lovitură de stat).

## Politică
La 29 decembrie 1954, Surinam a fost proclamat teritoriu autonom, iar la 25 noiembrie 1975, republică independentă. Din 4 decembrie 1975 a devenit membru ONU. Primii ani de independență au fost caracterizați de tensiuni interetnice și confesionale (circa 200.000 de surinamezi, îndeosebi de origine indiană, emigrează în Olanda, alți 10.000 în Guyana Franceză, iar în plan economic se înregistrează o rată ridicată a șomajului (circa 30% din populația activă).
Lovitura de stat militară, din 25 februarie 1980, în urma căreia puterea politică este preluată de Consiliul Militar Național condus de colonel Dési Bouterese, inagurează o perioadă de un deceniu de profunde frământări politice. (4 lovituri de stat eșuate în 1981 1982) și de stagnare economică.
Alegerile legislative din 1991 și 1996, în ciuda fărâmițării politice între mai multe partide, par a crea premisele revenirii la normalitate, din 25 mai 2000, sunt câștigate de coaliția Noului Front, aflată în opoziție (32 din cele 51 de locuri din Parlament) condusă de fostul președinte, Ronald Venetiaan (1991 -1996), care în primii doi ani ai mandatului său reușește să asigure o oarecare stabilitate economică a țării, greu încercată din cauza instabilității politice din perioada 1986 - 1992.
Republica Surinam este o republică democratică reprezentativă, bazată pe Constituția din 1987. Ramura legislativă a guvernului este formată dintr-o Adunare Națională unicamerală de 51 de membri, aleasă simultan și popular pentru un mandat de cinci ani.
La alegerile desfășurate marți, 25 mai 2010, Megacombinatie a câștigat 23 din locurile Adunării Naționale, urmată de Frontul Național cu 20 de locuri. Un număr mult mai mic, important pentru formarea de coaliții, a fost câștigat de A-combinatie și Volksalliantie. Partidele au purtat negocieri pentru a forma coaliții. Alegerile au avut loc la 25 mai 2015, iar Adunarea Națională l-a ales din nou pe Desire Bouterse ca președinte.
Președintele Surinamului este ales pentru un mandat de cinci ani cu o majoritate de două treimi din Adunarea Națională. Dacă cel puțin două treimi din Adunarea Națională nu sunt de acord să voteze pentru un candidat la președinție, se formează o Adunare Populară din toți delegații Adunării Naționale și reprezentanții regionali și municipali care au fost aleși prin vot popular la cele mai recente alegeri naționale. Președintele poate fi ales cu majoritatea Adunării Populare convocate pentru alegerile speciale.
În calitate de șef al guvernului, președintele numește un cabinet de șaisprezece miniștri. Un vicepreședinte este ales pentru un mandat de cinci ani în același timp cu președintele, cu majoritate simplă în Adunarea Națională sau Adunarea Populară. Nu există nicio prevedere constituțională pentru demiterea sau înlocuirea președintelui, cu excepția cazului de demisie.
Sistemul judiciar este condus de Înalta Curte de Justiție din Surinam (Curtea Supremă). Această instanță supraveghează instanțele de judecată. Membrii sunt numiți pe viață de către președinte în consultare cu Adunarea Națională, Consiliul Consultativ de Stat și Ordinul Național al Procurorilor Privați.

### Relațiile externe
Președintele Dési Bouterse a fost condamnat în Țările de Jos la 11 ani de închisoare pentru trafic de droguri. El este principalul suspect în dosarul privind crimele din decembrie, asasinarea în 1982 a oponenților guvernării militare în Fort Zeelandia, Paramaribo. Aceste două cazuri încă reprezintă o problemă în relațiile dintre Țările de Jos și Surinam.
Datorită istoriei coloniale olandeze a Surinamului, Surinam a avut o relație specială de lungă durată cu Țările de Jos. Guvernul olandez a declarat că va menține un contact limitat cu președintele.
Bouterse a fost ales președinte al Surinamului în 2010. Țările de Jos în iulie 2014 au renunțat la Surinam ca membru al programului său de dezvoltare.
Din 1991, Statele Unite au menținut relații pozitive cu Surinam. Cele două țări lucrează împreună prin Inițiativa de Securitate a Bazinului Caraibelor (CBSI) și Planul de urgență al președintelui SUA pentru combaterea SIDA (PEPFAR). Surinam primește și finanțare militară de la Departamentul de Apărare al SUA.
Relațiile și cooperarea Uniunii Europene cu Surinam se desfășoară atât la nivel bilateral, cât și la nivel regional. Există dialoguri UE-Comunitatea statelor din America Latină și Caraibe (CELAC) și UE-CARIFORUM. Surinam este parte a Acordului de la Cotonou, acordul de parteneriat dintre membrii Grupului de state din Africa, Caraibe și Pacific și Uniunea Europeană.
La 17 februarie 2005, liderii Barbadosului și Surinamului au semnat „Acordul pentru aprofundarea cooperării bilaterale între Guvernul Barbados și Guvernul Republicii Surinam.” În perioada 23-24 aprilie 2009, ambele națiuni au format o Comisie mixtă în Paramaribo, Surinam, pentru a îmbunătăți relațiile și a se extinde în diferite domenii de cooperare. Ele au avut o a doua întâlnire în vederea acestui obiectiv în perioada 3-4 martie 2011, la Dover, Barbados. Reprezentanții acestora au trecut în revistă chestiuni legate de agricultură, comerț, investiții, precum și transport internațional.
La sfârșitul anilor 2000, Surinam a intensificat cooperarea pentru dezvoltare cu alte țări în curs de dezvoltare. Cooperarea Sud-Sud a Chinei cu Surinam a inclus o serie de proiecte de infrastructură la scară largă, inclusiv reabilitarea portului și construcția de drumuri. Brazilia a semnat acorduri de cooperare cu Surinam în educație, sănătate, agricultură și producție de energie.

### Armata
Forțele armate din Surinam au trei ramuri: Armata, Forțele Aeriene și Forțele Navale. Președintele Republicii este Comandantul Suprem al Forțelor Armate (Opperbevelhebber van de Strijdkrachten). Președintele este asistat de ministrul apărării. Sub președinte și ministrul apărării se află comandantul forțelor armate (Bevelhebber van de Strijdkrachten). Ramurile militare și comandamentele militare regionale raportează comandantului suprem.
După crearea Statutului Regatului Țărilor de Jos, Armatei Regale a Țărilor de Jos i s-a încredințat apărarea Surinamului, în timp ce apărarea Antilelor Neerlandeze era responsabilitatea Marinei Regale a Țărilor de Jos. Armata a înființat un Troepenmacht separat în Surinam (Forțele din Suriname, TRIS). Odată cu independența în 1975, această forță a fost transformată în Surinaamse Krijgsmacht (SKM):, Forțele Armate Surinameze. La 25 februarie 1980, un grup de 15 subofițeri și un ofițer subordonat SKM, sub conducerea lui Dési Bouterse, au răsturnat guvernul. Ulterior, SKM a fost redenumită Nationaal Leger (NL), Armata Națională.

### Diviziuni administrative

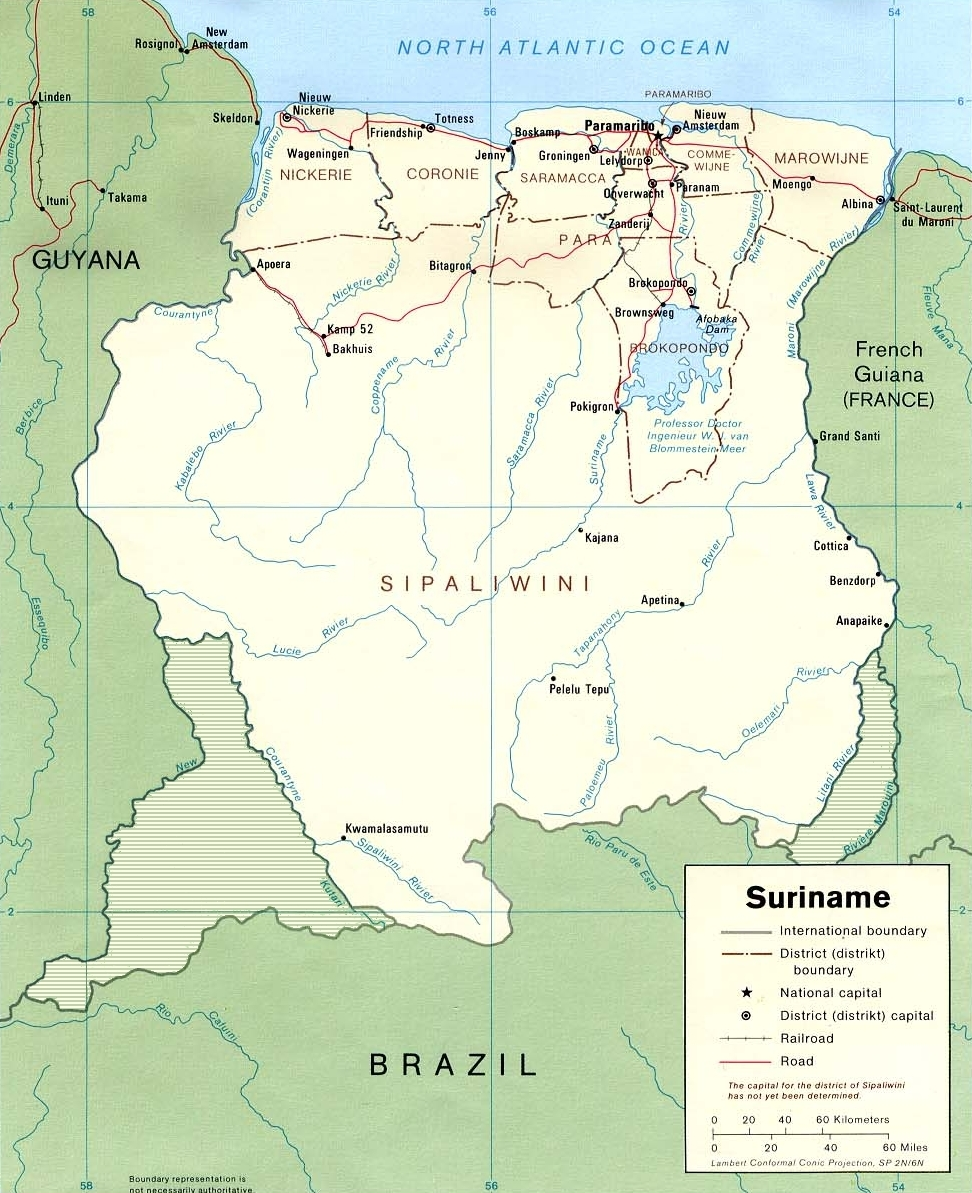
Suriname (harta)

Surinam este împărțit în 10 districte:
- Brokopondo
- Commewijne
- Coronie
- Marowijne
- Nickerie
- Para
- Paramaribo
- Saramacca
- Sipaliwini
- Wanica

|    | District   | Capitală        | Suprafață (km2) | Suprafață (%) | Populație (2012 census) | Populație (%) | Denistate (locuitori/km2) |
| -- | ---------- | --------------- | --------------- | ------------- | ----------------------- | ------------- | ------------------------- |
| 1  | Brokopondo | Brokopondo      | 7.364           | 4,5           | 15.909                  | 2,9           | 2,2                       |
| 2  | Commewijne | Nieuw-Amsterdam | 2.353           | 1,4           | 31.420                  | 5,8           | 13,4                      |
| 3  | Coronie    | Totness         | 3.902           | 2,4           | 3.391                   | 0,6           | 0,9                       |
| 4  | Marowijne  | Albina          | 4.627           | 2,8           | 18.294                  | 3,4           | 4,0                       |
| 5  | Nickerie   | Nieuw-Nickerie  | 5.353           | 3,3           | 34.233                  | 6,3           | 6,4                       |
| 6  | Para       | Onverwacht      | 5.393           | 3,3           | 24.700                  | 4,6           | 4,6                       |
| 7  | Paramaribo | Paramaribo      | 182             | 0,1           | 240.924                 | 44,5          | 1323,8                    |
| 8  | Saramacca  | Groningen       | 3.636           | 2,2           | 17.480                  | 3,2           | 4,8                       |
| 9  | Sipaliwini |                 | 130.567         | 79,7          | 37.065                  | 6,8           | 0,3                       |
| 10 | Wanica     | Lelydorp        | 443             | 0,3           | 118.222                 | 21,8          | 266,9                     |
|    | SURINAME   | Paramaribo      | 163.820         | 100,0         | 541.638                 | 100,0         | 3,3                       |

## Geografie

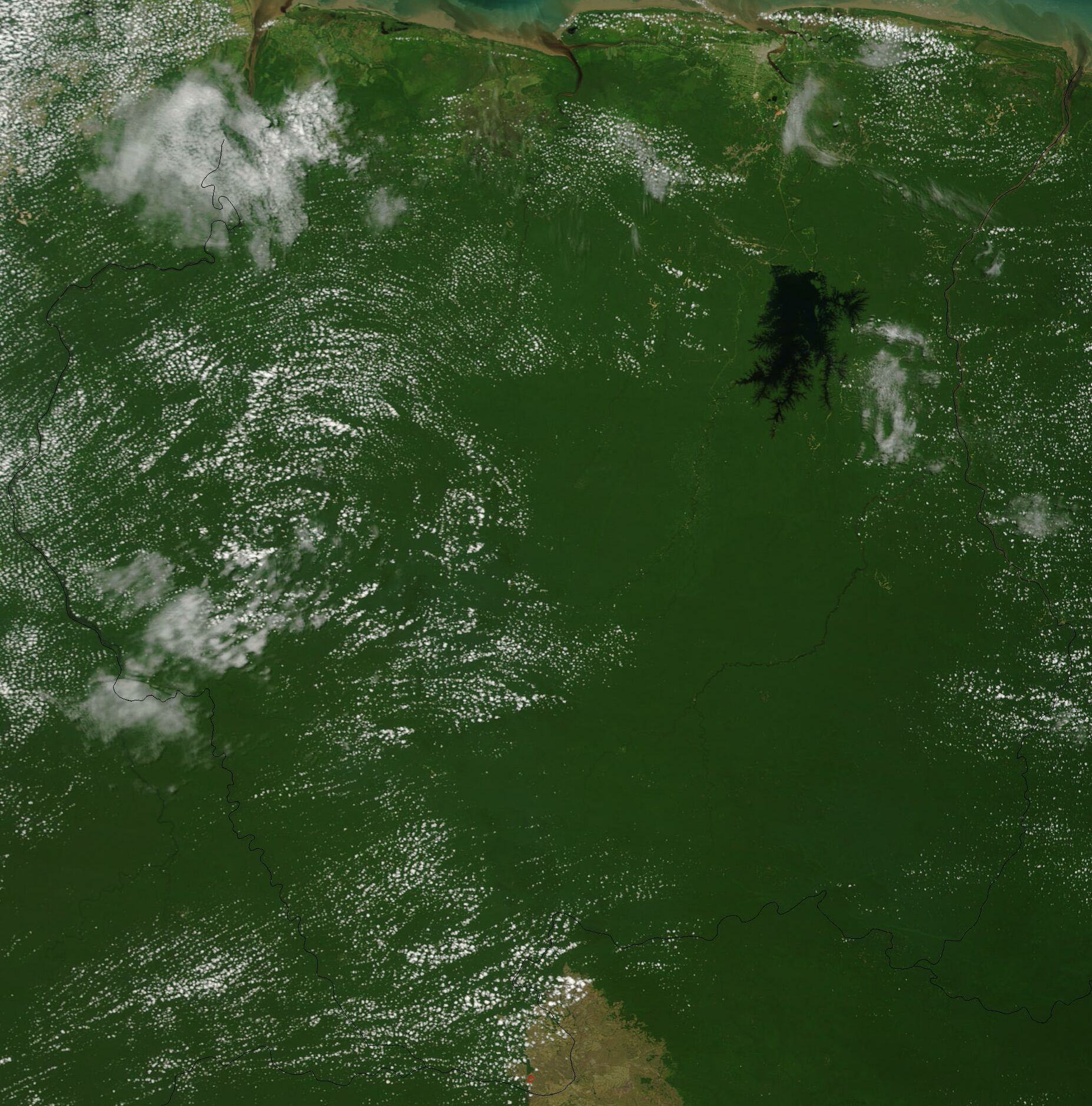
Suriname - Vedere din satelit

Surinam este cea mai mică țară independentă din America de Sud. Situată în Podișul Guianei, podiș vechi erodat, cu aspect deluros și dominat de munți joși, se află în cea mai mare parte între 1° și 6° latitudine nordică și 54° și 58° longitudine vestică. Țara poate fi împărțită în două regiuni geografice principale. Zona de coastă nordică, de câmpie (aproximativ deasupra liniei Albina-Paranam-Wageningen) a fost cultivată, iar cea mai mare parte a populației trăiește aici. Partea sudică este formată din păduri tropicale și savană slab populată de-a lungul graniței cu Brazilia, acoperind aproximativ 80% din suprafața Surinamului.
Cele două lanțuri muntoase principale sunt munții Bakhuys și munții Van Asch Van Wijck. Julianatop este cel mai înalt munte din țară, aflat la 1.286 de metri deasupra nivelului mării. Alți munți includ Tafelberg la 1.026 de metri, muntele Kasikasima la 718 metri, Goliathberg la 358 de metri și Voltzberg la 240 de metri.
Surinam conține șase ecoregiuni terestre: pădurile umede din munții Guayanan, pădurile umede din Guianan, pădurile mlăștinoase din Paramaribo, Tepuis, savana din Guianan și mangrovele din Guianan. Acoperirea sa forestieră este de 90,2%, cea mai mare din lume. Țara a avut un scor mediu al Indicelui de integritate a peisajului forestier din 2019 de 9,39/10, situându-se pe locul al cincilea la nivel mondial din 172 de țări.

### Granițe

Zonele disputate pe harta Surinamului (în stânga și în dreapta, zonele gri)

Surinam este situat între Guyana Franceză la est și Guyana la vest. Granița sudică este împărțită cu Brazilia, iar granița nordică este reprezentată de coasta atlantică. Frontierele cele mai sudice cu Guyana Franceză și Guyana sunt disputate de aceste țări de-a lungul râurilor Maroni și, respectiv, Corantijn, în timp ce o parte din frontiera maritimă disputată cu Guyana a fost arbitrată de Curtea Permanentă de Arbitraj convocată în conformitate cu normele prevăzute în anexa VII a Convenției Națiunilor Unite asupra dreptului mării la 20 septembrie 2007.

### Clima

Harta Surinamului cu clasificarea Köppen a climei

Situat între 2 și 5 grade la nord de ecuator, Surinam are o climă tropicală foarte caldă și umedă, iar temperaturile nu variază prea mult pe parcursul anului. Umiditatea relativă medie se situează între 80% și 90%. Temperatura sa medie variază între 29 și 34 de grade Celsius. Din cauza umidității ridicate, temperaturile reale sunt distorsionate și, prin urmare, se pot simți cu până la 6 grade Celsius mai calde decât temperatura înregistrată. Anul are două anotimpuri umede, din aprilie până în august și din noiembrie până în februarie și două anotimpuri uscate, din august până în noiembrie și din februarie până în aprilie.
Schimbările climatice din Surinam conduc la temperaturi mai ridicate și la mai multe fenomene meteorologice extreme. Fiind o țară relativ săracă, contribuțiile sale la schimbările climatice globale au fost limitate. Datorită acoperirii forestiere mari, țara are o economie cu emisii negative de carbon din 2014.

### Biodiversitate și conservare
Datorită varietății habitatelor și temperaturilor, biodiversitatea din Surinam este considerată ridicată. În octombrie 2013, 16 oameni de știință internaționali care au cercetat ecosistemele în timpul unei expediții de trei săptămâni în bazinul superior al râului Palumeu din Surinam au catalogat 1.378 de specii și au descoperit 60 - inclusiv șase broaște, un șarpe și 11 pești - care ar putea fi specii necunoscute anterior. Potrivit organizației non-profit de mediu Conservation International, care a finanțat expediția, rezerva amplă de apă dulce din Surinam este vitală pentru biodiversitatea și sănătatea ecosistemelor din regiune.
Arborele Brosimum guianense este originar din această regiune tropicală a Americii. Vameșii din Surinam raportează că lemnul acestui copac este adesea exportat ilegal în Guyana Franceză și se crede că este destinat industriei artizanale.
Ca și în alte părți ale Americii Centrale și de Sud, comunitățile indigene și-au intensificat activismul pentru a-și proteja pământurile și a conserva habitatul. În martie 2015, comunitățile „Trio și Wayana au prezentat Adunării Naționale a Surinamului o declarație de cooperare care anunță un coridor de conservare indigenă care se întinde pe o suprafață de 72.000 de kilometri pătrați din sudul Surinamului. Declarația, condusă de aceste comunități indigene și cu sprijinul Conservation International (CI) și al World Wildlife Fund (WWF) Guianas, cuprinde aproape jumătate din suprafața totală a Surinamului.” Această zonă include păduri mari și este considerată „esențială pentru rezistența țării la schimbările climatice, securitatea apei dulci și strategia de dezvoltare ecologică”.
Rezervația naturală Surinamul Central a fost desemnată ca sit al Patrimoniului Mondial UNESCO pentru pădurile sale virgine și biodiversitatea sa. Există numeroase parcuri naționale în țară, inclusiv Rezervația Națională Galibi de-a lungul coastei; Parcul Natural Brownsberg și Parcul Natural Eilerts de Haan în centrul Surinamului; și Rezervația Naturală Sipaliwani la granița cu Brazilia. În total, 16% din suprafața țării este reprezentată de parcuri naționale și lacuri, potrivit Centrului mondial de monitorizare a conservării UNEP.

## Economie

Reprezentare proporțională a exporturilor Surinamului, 2019

Democrația din Surinam s-a consolidat după anii 1990, iar economia sa a devenit mai diversificată și mai puțin dependentă de asistența financiară neerlandeză. Exploatarea minelor de bauxită (minereu de aluminiu) a reprezentat o sursă importantă de venituri. Descoperirea și exploatarea petrolului și a aurului au adus un plus substanțial la independența economică a Surinamului. Agricultura, în special orezul și bananele, rămâne o componentă puternică a economiei, iar ecoturismul oferă noi oportunități economice. Mai mult de 93% din suprafața Surinamului este formată din păduri tropicale virgine; odată cu înființarea Rezervației Naturale Surinamul Central în 1998, Surinamul și-a manifestat angajamentul față de conservarea acestei resurse prețioase. Rezervația naturală Surinamul Central a devenit un sit al Patrimoniului Mondial în 2000.

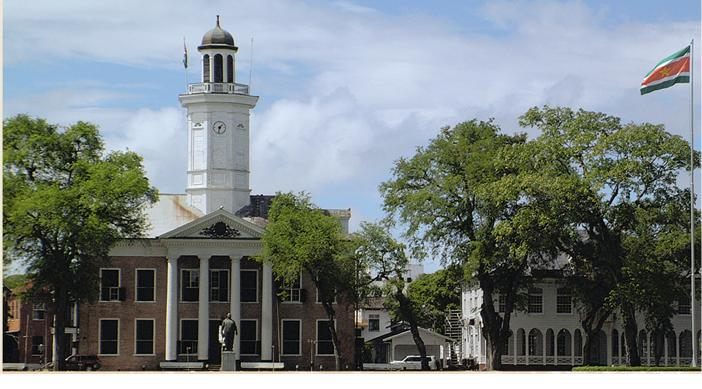
Ministerul de Finanțe

Economia Surinamului a fost dominată de industria bauxitei, care a reprezentat peste 15 % din PIB și 70 % din veniturile din exporturi până în 2016. În prezent bauxita este prelucrată cu precădere la fața locului, în uzinele siderurgice din Paramaribo și din Paranam. Minereul e transformat în alumină și aluminiu, care sunt exportate. Jumătate din rețeaua de căi ferate a statului, care măsoară 301 kilometri lungime, constă din linii înguste de cale ferată, destinate transportului bauxitei din minele de unde este extrasă. Alte produse principale de export sunt orezul, bananele și creveții. Surinam a început recent să exploateze o parte din rezervele sale considerabile de petrol și aur. Aproximativ un sfert din populație lucrează în sectorul agricol. Economia surinameză este foarte dependentă de comerț, principalii săi parteneri comerciali fiind Olanda, Statele Unite, Canada și țările din Caraibe, în principal Trinidad și Tobago și insulele din fostele Antile Olandeze.
După ce a preluat puterea în toamna anului 1996, guvernul Wijdenbosch a pus capăt programului de ajustare structurală al guvernului anterior, susținând că acesta era nedrept față de elementele mai sărace ale societății. Veniturile fiscale au scăzut pe măsură ce vechile taxe au expirat, iar guvernul nu a reușit să implementeze noi alternative fiscale. Până la sfârșitul anului 1997, alocarea de noi fonduri de dezvoltare neerlandeze a fost înghețată, deoarece relațiile guvernului surinamez cu Țările de Jos s-au deteriorat. Creșterea economică a încetinit în 1998, cu un declin în sectoarele minier, al construcțiilor și al utilităților. Cheltuielile guvernamentale galopante, colectarea slabă a impozitelor, un serviciu public supradimensionat și reducerea ajutorului extern în 1999 au contribuit la deficitul fiscal, estimat la 11% din PIB. Guvernul a încercat să acopere acest deficit prin expansiune monetară, ceea ce a dus la o creștere dramatică a inflației. În medie, înregistrarea unei noi afaceri în Surinam durează mai mult decât în aproape orice altă țară din lume (694 de zile sau aproximativ 99 de săptămâni).
- PIB (2010 est.): 4,794 miliarde de dolari americani.
- Rata anuală de creștere a PIB-ului real (2010 est.): 3,5%.
- PIB pe cap de locuitor (2010 est.): 9.900 DOLARI AMERICANI.
- Inflația (2007): 6,4%.
- Resurse naturale: Bauxită, aur, petrol, minereu de fier, alte minerale; păduri; potențial hidroelectric; pește și creveți.
- Agricultură: Produse - orez, banane, lemn, sâmburi de palmier, nuci de cocos, arahide, citrice și produse forestiere.
- Industrie: Tipuri-alumină, petrol, aur, pește, creveți, lemn.
- Comerț:
  - Exporturi (2012): 2,563 miliarde de dolari: alumină, aur, petrol brut, cherestea, creveți și pește, orez, banane. Consumatori importanți: SUA 26,1%, Belgia 17,6%, Emiratele Arabe Unite 12,1%, Canada 10,4%, Guyana 6,5%, Franța 5,6%, Barbados 4,7%.[6]
  - Importuri (2012): 1,782 miliarde de dolari: bunuri de capital, petrol, produse alimentare, bumbac, bunuri de consum. Furnizori importanți: SUA 25,8%, Olanda 15,8%, China 9,8%, EAU 7,9%, Antigua și Barbuda 7,3%, Antilele Olandeze 5,4%, Japonia 4,2%.[6]

Agricultura deține o poziție secundară și se concentrează în câmpia litorală atlantică. Se recoltează: orez (195 mii tone, locul 1 pe glob, la producție/locuitor în 2003), porumb, trestie de zahar, nuci de cocos, fructe de palmieri de ulei, banane, ananas, citrice, manioc, arahide, cacao, cafea, batate, legume. Se cresc: bovine, porcine, ovine și caprine. Pescuitul (cu deosebire cel al crustaceelor) a luat amploare, produsele marine contribuind semnificativ la exporturile țării.

## Demografie

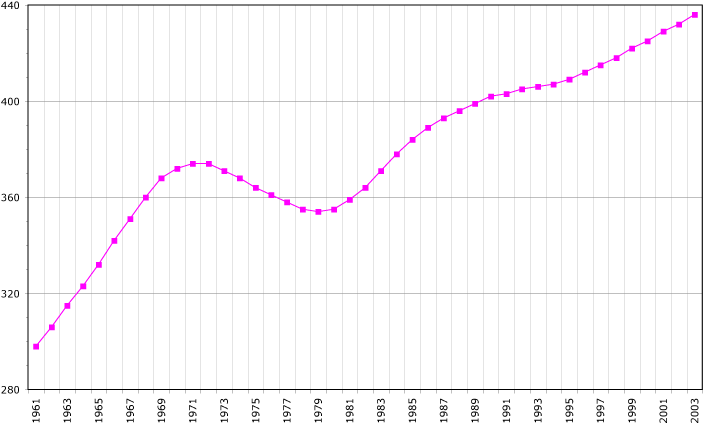
Evoluția demografică între 1961 și 2003 (conform FAO, 2005). Populația în mii locuitori.

Conform recensământului din 2012, Surinamul avea o populație de 541.638 de locuitori. Populația surinameză se caracterizează prin nivelul ridicat de diversitate, în care niciun grup demografic nu este majoritar. Aceasta este o moștenire a secolelor de dominație neerlandeză, care a presupus perioade succesive de migrație forțată, contractată sau voluntară a diferitelor naționalități și grupuri etnice din întreaga lume.
| Grupuri etnice din Surinam | Grupuri etnice din Surinam | Grupuri etnice din Surinam | Grupuri etnice din Surinam | Grupuri etnice din Surinam |
| -------------------------- | -------------------------- | -------------------------- | -------------------------- | -------------------------- |
| Grupuri etnice             |                            |                            | procent                    |                            |
| indieni                    | indieni                    |                            | 27.4%                      | 27.4%                      |
| Maroon                     | Maroon                     |                            | 21.7%                      | 21.7%                      |
| Creoli                     | Creoli                     |                            | 15.7%                      | 15.7%                      |
| Javanezi                   | Javanezi                   |                            | 14%                        | 14%                        |
| Mixt                       | Mixt                       |                            | 13.4%                      | 13.4%                      |
| Chinezi                    | Chinezi                    |                            | 7.3%                       | 7.3%                       |
| Amerindieni                | Amerindieni                |                            | 3.8%                       | 3.8%                       |
| Albi                       | Albi                       |                            | 1%                         | 1%                         |
| Alții                      | Alții                      |                            | 2.3%                       | 2.3%                       |

Cel mai mare grup etnic este reprezentat de indienii de est, care reprezintă aproximativ 27,4% din populație. Aceștia sunt descendenții muncitorilor indieni sub contract de muncă în India în secolul al XIX-lea, provenind în principal din statele indiene moderne ale zonelor de limbă Bhojpuri din Bihar, Jharkhand și Uttar Pradesh de Est de-a lungul graniței cu Nepal, precum și din statele Haryana și Tamil Nadu. Cu toate acestea, cel mai mare grup de persoane este reprezentat de afro-surinamezi, cu aproximativ 37,4%. Aceștia sunt de obicei împărțiți în două grupuri culturale/etnice: creolii și maronii. Maronii surinamezi, ai căror strămoși sunt în mare parte sclavi fugari care au fugit spre interiorul țării, reprezintă 21,7% din populație; aceștia sunt împărțiți în șase triburi: Ndyuka (Aucans), saramakanii, paramaccanii, Kwinti, Aluku (Boni) și Matawai. Creolii surinamezi, oameni amestecați care descind din sclavi africani și europeni (în principal neerlandezi), formează 15,7% din populație. Javanezii reprezintă 14% din populație și, ca și indienii de est, descind în mare parte din muncitorii contractați din insula Java din fostele Indii de Est Neerlandeze (Indonezia modernă)[75]. 13,4% din populație se identifică ca fiind de origine etnică mixtă. Chinezii, care provin din muncitorii angajați în secolul al XIX-lea și dintr-o anumită migrație recentă, reprezintă 7,3% din populație. Alte grupuri includ libanezi, în principal maroniți; evrei de origine sefardă și așkenazi, al căror centru a fost comunitatea din Jodensavanne. Diferite popoare indigene reprezintă 3,7% din populație, principalele grupuri fiind akurio, arawak, kalina (Caribs), tiriyó și wayana. Aceștia trăiesc în principal în districtele Paramaribo, Wanica, Para, Marowijne și Sipaliwini. Un număr mic, dar influent, de europeni a rămas în țară, reprezentând aproximativ 1% din populație. Aceștia descind în cea mai mare parte din fermierii neerlandezi imigranți din secolul al XIX-lea, cunoscuți sub numele de "Boeroes" (derivat din boer, cuvântul olandez pentru „fermier”), și, într-o măsură mai mică, din alte grupuri europene, cum ar fi portughezii. Mulți boeroe au plecat după independența din 1975.
Mai recent, Surinamul a cunoscut un nou val de imigranți; mulți dintre ei nu au un statut legal. Aceștia sunt în special brazilieni (mulți dintre ei muncitori care extrag aur), cubanezi, dominicani și haitieni.
Marea majoritate a locuitorilor din Surinam (aproximativ 90%) trăiește în Paramaribo sau pe coastă.

### Emigrație

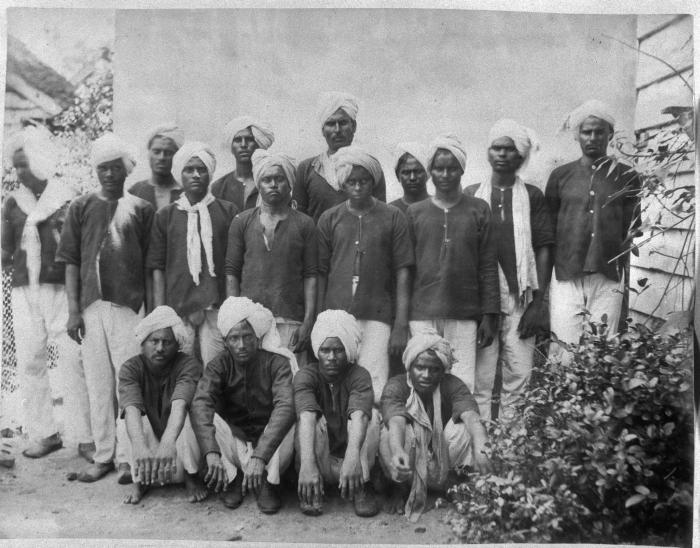
Imigranți din India

Alegerea de a deveni cetățeni surinamezi sau neerlandezi în anii care au precedat independența Surinamului în 1975 a dus la o migrație masivă către Țările de Jos. Această migrație a continuat în perioada imediat după independență și în timpul regimului militar din anii 1980 și, din motive în mare parte economice, s-a extins pe parcursul anilor 1990. Comunitatea surinameză din Țările de Jos număra 350.300 de persoane în 2013 (inclusiv copiii și nepoții migranților din Surinam născuți în Țările de Jos); aceasta este comparată cu aproximativ 566.000 de surinamezi în Surinamul propriu-zis.
Potrivit Organizației Internaționale pentru Migrație, aproximativ 272.600 de persoane din Surinam trăiau în alte țări la sfârșitul anilor 2010, în special în Țările de Jos (c. 192.000), Franța (c. 25.000, majoritatea în Guyana Franceză), Statele Unite (c. 15.000), Guyana (c. 5.000), Aruba (c. 1.500) și Canada (c. 1.000).

### Religie
| Religia în Surinam, 2020 | Religia în Surinam, 2020 | Religia în Surinam, 2020 | Religia în Surinam, 2020 | Religia în Surinam, 2020 |
| ------------------------ | ------------------------ | ------------------------ | ------------------------ | ------------------------ |
| Religie                  |                          |                          | Procent                  |                          |
| Creștinism               | Creștinism               |                          | 52.3%                    | 52.3%                    |
| Hinduism                 | Hinduism                 |                          | 18.8%                    | 18.8%                    |
| Islamism                 | Islamism                 |                          | 14.3%                    | 14.3%                    |
| Alte religii             | Alte religii             |                          | 2.8%                     | 2.8%                     |
| Fără religie             | Fără religie             |                          | 6.2%                     | 6.2%                     |

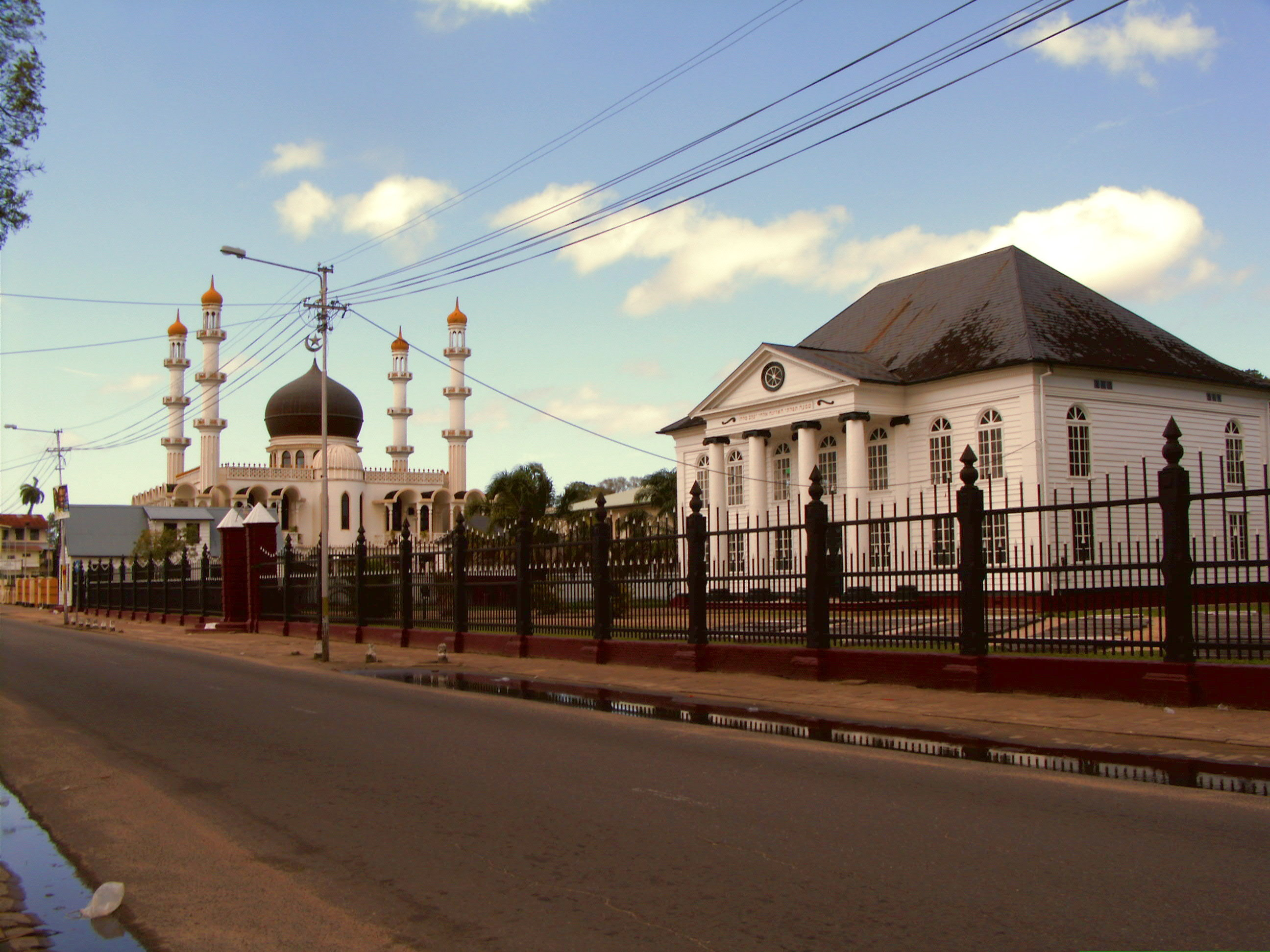
Sinagogă și moschee aflate una lângă alta în Paramaribo

Componența religioasă a Surinamului este eterogenă și reflectă caracterul multicultural al țării. Potrivit cercetării PEW din 2012, țara cuprinde creștini (51,6%), hinduși (19,8%), musulmani (15,2%), populari (5,3%), budiști (<1%), evrei, (<1%), alții (1,8%), neafiliați (5,4%). Conform recensământului din 2020, 52,3% erau creștini; 26,7% dintre surinamezi erau protestanți (11,18% penticostali, 11,16% moravi și 4,4% din diverse alte confesiuni protestante) și 21,6% erau catolici. Hindușii formau al doilea cel mai mare grup religios din Surinam, cuprinzând 18,8% din populație, a treia cea mai mare proporție din orice țară din emisfera vestică, după Guyana și Trinidad și Tobago, ambele țări având, de asemenea, proporții mari de indieni. Aproape toți practicanții hinduismului se regăsesc în rândul populației indo-surinameze. Musulmanii constituie 14,3% din populație, cea mai mare proporție de musulmani din Americi; aceștia sunt în mare parte de origine javaneză sau indiană. Religiile populare, inclusiv Winti, sunt practicate de 5,6% din populație, o religie afro-americană practicată mai ales de cei cu ascendență marooni; javanismul (0,8%), o credință sincretică întâlnită în rândul unor javanezi surinamezi; și diverse tradiții populare indigene care sunt adesea încorporate într-una dintre religiile mai mari (de obicei creștinismul). La recensământul din 2020, 6,2% din populație a declarat că nu are „nicio religie”, în timp ce alți 1,9% sunt adepți ai „altor religii”.

### Limbi vorbite
Surinam are aproximativ 14 limbi locale, dar neerlandeza este singura limbă oficială și este limba folosită în educație, guvern, afaceri și mass-media. Peste 60% din populație este vorbitoare nativă de neerlandeză[81] și aproximativ 20%-30% o vorbesc ca a doua limbă. În 2004, Surinam a devenit membru asociat al Uniunii limbii neerlandeze. Este singura țară vorbitoare de olandeză din America de Sud și singura națiune independentă din Americi în care olandeza este vorbită de majoritatea populației și una dintre cele două țări nevorbitoare de olandeză din America de Sud, cealaltă fiind Guyana anglofonă.
În Paramaribo, neerlandeza este principala limbă de origine în două treimi dintre gospodării. Recunoașterea „Surinaams-Nederlands” („neerlandeza surinameză”) ca dialect național egal cu „Nederlands-Nederlands” („neerlandeza”) și „Vlaams-Nederlands” ("neerlandeza flamandă") a fost exprimată în 2009 prin publicarea Woordenboek Surinaams Nederlands (Dicționar surinamez-neerlandez). Este limba cea mai des vorbită în zonele urbane; doar în interiorul Surinamului (și anume în unele părți din Sipaliwini și Brokopondo) este rar vorbită neerlandeza.
Sranan Tongo, o limbă creolă locală bazată pe limba engleză, este cea mai utilizată limbă vernaculară în viața de zi cu zi și în afaceri. Împreună cu neerlandeza, este considerată una dintre cele două limbi principale ale diglosiei surinameze. Ambele sunt influențate în continuare de alte limbi vorbite care sunt vorbite în principal în cadrul comunităților etnice. Sranan Tongo este adesea folosită în mod interschimbabil cu neerlandeza, în funcție de formalitatea cadrului; neerlandeza este văzută ca un dialect de prestigiu, iar Sranan Tongo ca limba vernaculară comună.
Hindustaneza caraibiană sau Sarnami, o fuziune a limbilor bhojpuri și awadhi, este a treia cea mai utilizată limbă. Este vorbită în principal de către descendenții muncitorilor indieni de est, angajați cu contract de muncă din fosta Indie britanică.
Cele șase limbi maroonii din Surinam sunt, de asemenea, considerate limbi creole bazate pe limba engleză și includ saramaccan, aukan, aluku, paramaccan, matawai și kwinti. Aluku, paramaccan și kwinti sunt atât de inteligibile reciproc cu aukan, încât pot fi considerate dialecte ale limbii aukan. Același lucru se poate spune despre matawai, care este reciproc inteligibilă cu saramaka.
Javaneza este folosită de către descendenții poporului javanez, care au fost muncitori sub contract trimiși din Indiile de Est Neerlandeze (actuala Indonezia).
Limbile amerindiene, includ limbile carib, arawak, tiriyó și wayana.
Hakka și cantoneza sunt vorbite de descendenții muncitorilor chinezi veniți cu contract de muncă. Mandarina este vorbită de valul recent de imigranți chinezi.

### Cele mai mari orașe
Capitala națională, Paramaribo, este de departe zona urbană dominantă, reprezentând aproape jumătate din populația Surinamului și majoritatea locuitorilor săi din mediul urban; într-adevăr, populația sa este mai mare decât cea a următoarelor nouă orașe mari la un loc. Majoritatea municipalităților sunt situate în zona metropolitană a capitalei sau de-a lungul coastei dens populate.
| Paramaribo Lelydorp | 1  | Paramaribo      | Paramaribo | 223 757 | Nieuw Nickerie Moengo |
| Paramaribo Lelydorp | 2  | Lelydorp        | Wanica     | 18 223  | Nieuw Nickerie Moengo |
| Paramaribo Lelydorp | 3  | Nieuw Nickerie  | Nickerie   | 13 143  | Nieuw Nickerie Moengo |
| Paramaribo Lelydorp | 4  | Moengo          | Marowijne  | 7 074   | Nieuw Nickerie Moengo |
| Paramaribo Lelydorp | 5  | Nieuw Amsterdam | Commewijne | 4 935   | Nieuw Nickerie Moengo |
| Paramaribo Lelydorp | 6  | Mariënburg      | Commewijne | 4 427   | Nieuw Nickerie Moengo |
| Paramaribo Lelydorp | 7  | Wageningen      | Nickerie   | 4 145   | Nieuw Nickerie Moengo |
| Paramaribo Lelydorp | 8  | Albina          | Marowijne  | 3 985   | Nieuw Nickerie Moengo |
| Paramaribo Lelydorp | 9  | Groningen       | Saramacca  | 3 216   | Nieuw Nickerie Moengo |
| Paramaribo Lelydorp | 10 | Brownsweg       | Brokopondo | 2 696   | Nieuw Nickerie Moengo |

### Educația
Educația în Surinam este obligatorie până la vârsta de 12 ani, iar națiunea a avut o rată netă de înscriere în învățământul primar de 94% în 2004.[100] Alfabetizarea este foarte frecventă, în special în rândul bărbaților. Principala universitate din țară este Universitatea Anton de Kom din Surinam.
De la școala primară la liceu există 13 clase. Școala primară are șase clase, școala gimnazială patru clase și liceul trei clase. Elevii dau un test la sfârșitul școlii primare pentru a stabili dacă vor merge la MULO (școală secundară modernă) sau la o școală medie cu standarde mai scăzute, cum ar fi LBO. Elevii din școala primară poartă o cămașă verde cu blugi, în timp ce elevii din școala gimnazială poartă o cămașă albastră cu blugi.
Elevii care trec din clasa a doua de gimnaziu în clasa a treia trebuie să aleagă între cursurile de afaceri sau de științe. Acest lucru va determina care vor fi materiile lor principale. Pentru a merge mai departe la matematică și fizică, elevul trebuie să aibă un total de 12 puncte. Dacă elevul are mai puține puncte, va merge la cursurile de afaceri sau va pica clasa.

### Sănătatea
Studiul Global Burden of Diseaseoferă o sursă de date online pentru analiza estimărilor actualizate ale stării de sănătate pentru 359 de boli și leziuni și 84 de factori de risc, din 1990 până în 2017, în majoritatea țărilor lumii. Comparând Surinamul cu alte națiuni din Caraibe, se observă că, în 2017, rata de mortalitate standardizată pe vârstă pentru toate cauzele a fost de 793 (bărbați 969, femei 641) la 100.000 de locuitori, cu mult sub cea de 1.219 din Haiti, ceva mai mică decât cea de 944 din Guyana, dar considerabil peste cea de 424 din Bermude. În 1990, rata mortalității a fost de 960 la 100.000 de persoane. Speranța de viață în 2017 era de 72 de ani (bărbați 69, femei 75). Rata mortalității copiilor mai mici de 5 ani a fost de 581 la 100.000, comparativ cu 1.308 în Haiti și 102 în Bermude. În 1990 și 2017, principalele cauze ale ratelor de deces standardizate pe vârstă au fost bolile cardiovasculare, cancerul și diabetul/boala cronică de rinichi.